# Dayton Gems (Original)
Die Dayton Gems waren ein US-amerikanisches Eishockeyfranchise der International Hockey League in Dayton, Ohio. Die Spielstätte der Gems war die Hara Arena.

## Geschichte
Die Dayton Gems wurden 1964 als Franchise der International Hockey League gegründet. Bereits in ihrer zweiten Spielzeit erreichte die Mannschaft in der Saison 1965/66 erstmals das Finale um den Turner Cup, welches sie jedoch gegen die Port Huron Flags verloren. Ebenso erging es ihnen zwei Jahre später gegen die Muskegon Mohawks. In den Jahren 1970 und 1971 konnte sich Dayton mit seinen ersten beiden Turner-Cup-Siegen gegen ebendiese beiden Mannschaften revanchieren. Ihren dritten und letzten Erfolg in der IHL erzielten die Gems in der Saison 1975/76, als sie erneut gegen die Port Huron Flags im Turner-Cup-Finale die Oberhand behielten. Trotz der sportlichen Erfolge stellte das Team aus Ohio, welches als erste nordamerikanische Profimannschaft die eigenen Spieler dazu verpflichtete Helme auf dem Eis zu tragen, von 1977 bis 1979 den Spielbetrieb vorübergehend ein. Zwar spielten die Gems in der Saison 1979/80 noch einmal in der IHL, anschließend wurde das Franchise jedoch aufgelöst.

## Team-Rekorde

### Karriererekorde
Spiele: 503  Lorne Weighill
Tore: 204  Sid Garant
Assists: 291  Sid Garant
Punkte: 495  Sid Garant
Strafminuten: 1398  Dave Simpson

## Bekannte Spieler
- Jim Bedard
- Les Jackson
- Stan Jonathan
- Pat Rupp